# NGC 1511
NGC 1511 (другие обозначения — ESO 55-4, AM 0359-674, IRAS03594-6746, PGC 14236) — спиральная галактика (Sa) в созвездии Южная Гидра.
Этот объект входит в число перечисленных в оригинальной редакции «Нового общего каталога».
Галактика образует триплет с двумя соседними, более тусклыми галактиками NGC 1511A и NGC 1511B.
В 1935 году в галактике обнаружена вспышка сверхновой, позднее получившей обозначение SN1935C (синонимы: Новая Гидры 1935; HV 11970). Сверхновая достигла максимума блеска 12,5m на момент 19 сентября 1935 года. Она находилась в 55" к востоку и в 8" к югу от ядра галактики. Первоначально звезда считалась новой, принадлежащей к Большому Магелланову Облаку.
Галактика NGC 1511 входит в состав группы галактик NGC 1511. Помимо NGC 1511 в группу также входят NGC 1473, NGC 1511A и PGC 14255.